# Villaverde de Guareña
Villaverde de Guareña és un municipi de la província de Salamanca a la comunitat autònoma de Castella i Lleó. Limita al Nord amb La Vellés, Pajares de la Laguna i La Orbada, a l'Est amb Pitiegua, al Sud amb Cabezabellosa de la Calzada i Gomecello i a l'Oest amb Pedrosillo el Ralo.

## Demografia
| 1991 | 1996 | 2001 | 2004 |
| ---- | ---- | ---- | ---- |
| 227  | 203  | 187  | 199  |